# Borgmästargatan

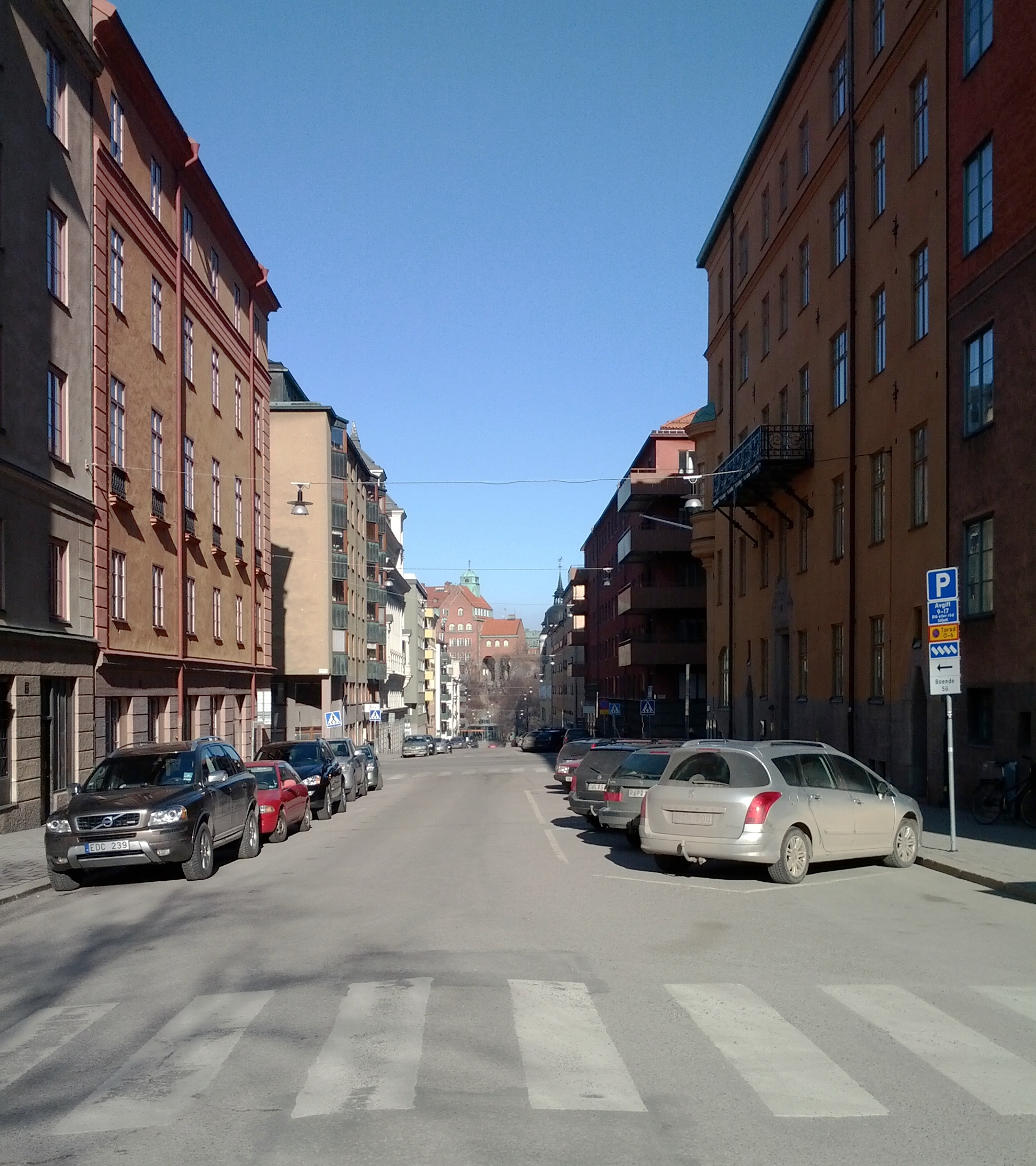
Borgmästargatan norrut från Skånegatan.

Borgmästargatan är en gata på Södermalm i Stockholm som går från Folkungagatan vid Stigbergsparken i norr till Skånegatan i höjd med Sofia kyrka i söder. Tidigare korsade den Folkungagatan och gick hela vägen fram till Ersta högskola, men den biten är nu en del av Tjärhovsgatan.

## Historik
Gatan är uppkallad efter Nils Hansson Törne (1648–1708) som var borgmästare i Stockholm. Gatan hette tidigare Borgmästaregränden fram till namnrevisionen i Stockholm 1885 då namnet ändrades till Borgmästargatan.
Fram till 23 augusti 1971 var Borgmästargatan ändhållplats för Björknäsbussarna. Tills 14 januari 1942 var Borgmästargatan också ändhållplats för Kvarnholmsbussarna, men i samband med att TSK gick över till trådbussar flyttades ändhållplatsen till Nytorgsgatan. Själva bussterminalen låg i gatans norra ände vid Stigbergsparken.

## Bilder

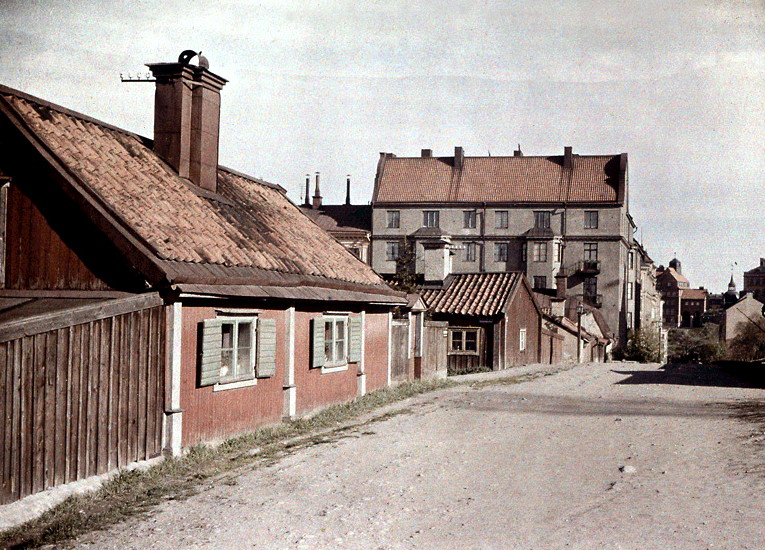
Den sydligaste delen av Borgmästargatan (numera Mäster Pers gränd) 1920-talet. Denna del har in i modern tid bevarat sitt äldre utseende med låga träkåkar.
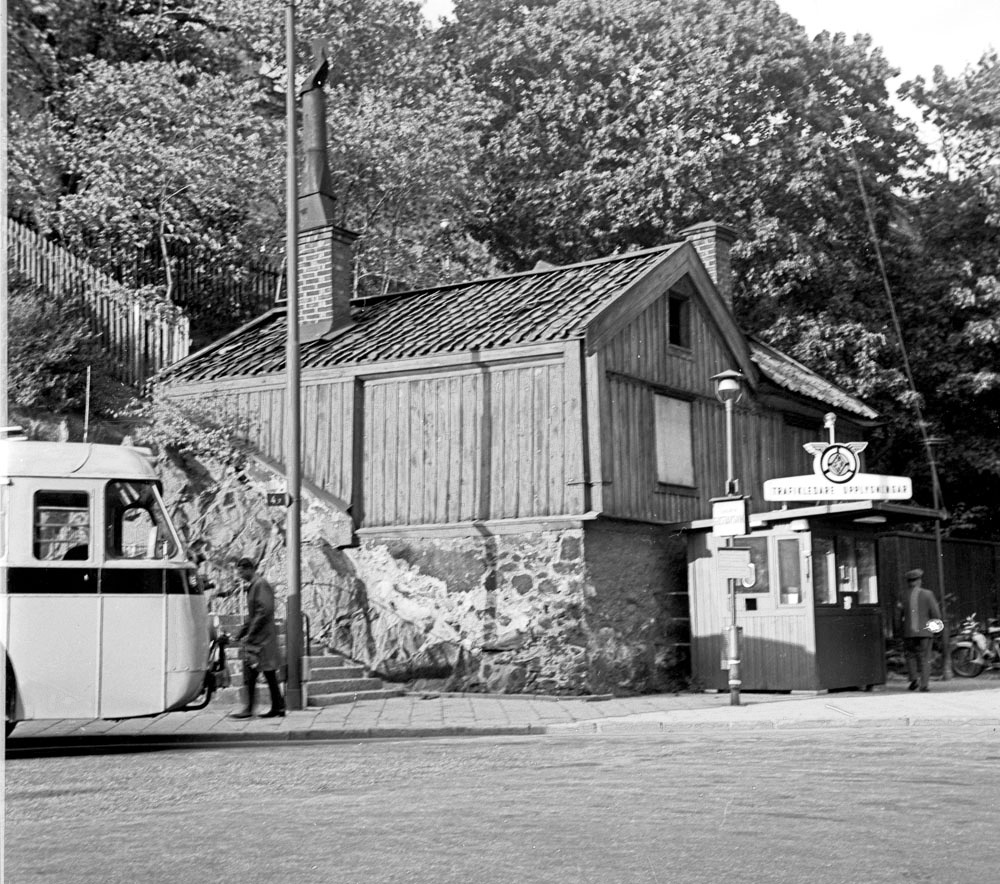
Björknäsbolagets godsexpedition vid Borgmästargatan, 1964.
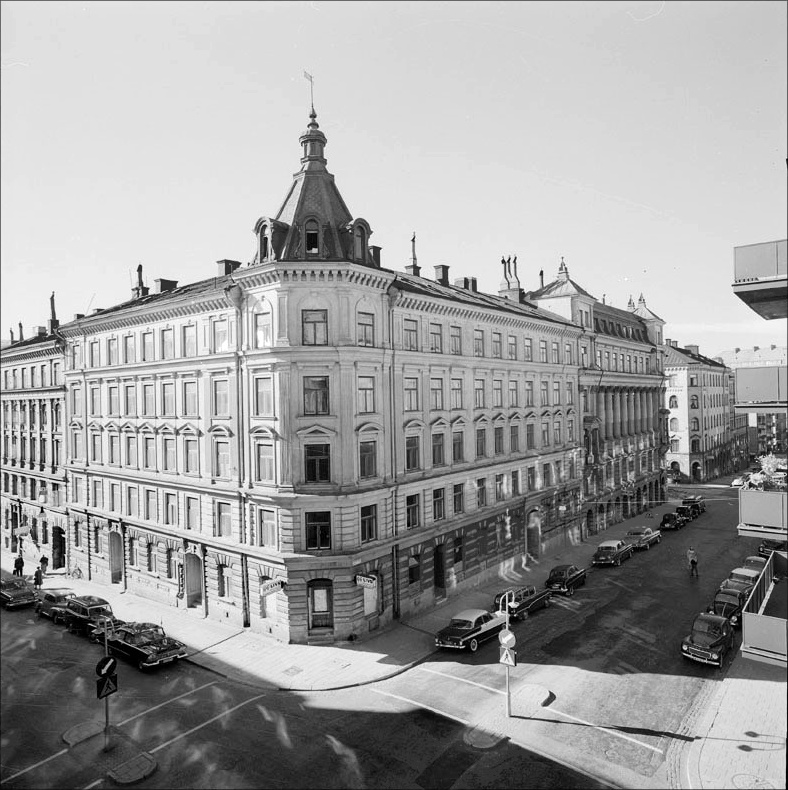
Kvarteret Pahl vid hörnet Bondegatan–Borgmästargatan. Höger därom det s.k. Pelarhuset.